# De vierde dimensie (Ravian)
De vierde dimensie is het eerste stripalbum uit de Ravian-reeks. Het album is getekend door Jean-Claude Mézières met scenario van Pierre Christin.

## De verhalen
In het Galaxity van het jaar 2720 saboteert technoctraat Xombul de droommachines waaraan de bewoners van Galaxity hun gelukkige en zorgeloze leventje ontlenen en zet zo hun hele dagelijkse leven op z'n kop. Vervolgens reist hij naar het jaar 1000, naar het kasteel van Alberik de Oude. Met behulp van diens toverkunst wil hij de bewoners van Galaxity tot slaven maken en zichzelf uitroepen tot Keizer. Ravian krijgt de opdracht hem achterna te reizen en hem tegen te houden. In dit middeleeuws tijdperk ontmoet hij voor het eerst Laureline, in alle vervolgdelen zijn metgezellin.   